# Pleolophus beijingensis
Pleolophus beijingensis là một loài tò vò trong họ Ichneumonidae.